# Gregor Manousakis
Gregor Manousakis, auch Gregorios M. Manusakes (griechisch Γρηγόριος Μ. Μανουσάκης Grigórios M. Manousákis; * 5. Juli 1935 in Rethymno auf der griechischen Insel Kreta; † 2007) war ein griechisch-deutscher Journalist und Autor.

## Leben

### Werdegang
Gregor Manousakis wurde in der griechischen Hafenstadt Rethymno auf der griechischen Insel Kreta geboren, besuchte ein Gymnasium und ging 1955 an die Militärakademie der griechischen Luftwaffe nach Athen. 1958 ging er zum Studium nach Deutschland und studierte Politikwissenschaft, Volkswirtschaft und Alte Geschichte an den Universitäten in Bonn und Köln. 1965 promovierte er an der Universität Bonn mit dem Thema Das Verhältnis von Militär und Politik in Griechenland von 1900–1952.
1966/1967 war er im Bundesministerium für Arbeit und soziale Ordnung, um anschließend bis 1973 als Attaché für soziale Angelegenheiten an der Griechischen Botschaft in Bonn eingesetzt zu sein. Für ein Jahr war er dann wissenschaftlicher Mitarbeiter des Instituts für Demokratieforschung in Bonn. Danach war er freier Journalist. Ab 1976 war er als deutscher Korrespondent in Athen.
Ab 1973 schrieb er zahlreiche Aufsätze und veröffentlichte mehrere Bücher, teils auch in griechischer Sprache. Sein Themengebiet war die Sicherheitspolitik.
In seinem Buch Hellas, wohin? skizziert er u. a. den Werdegang folgender griechischer Militärs:
- Stylianos Pattakos, auch wie Manousakis aus Rethymno
- Nikolaos Makarezos
- Theodoros Deligiannis

Bereits 1979 veröffentlichte er im Criticón einen Beitrag zur Re-Islamisierung und wies auf die Bedrohung durch den fundamentalistischen Islam hin. U. a. würde der soziale Egoismus, die „ungebremste Emanzipation der Frau“ die „Völker der Dritten Welt“ abschrecken und interpretiert, dass die islamischen Völker in der islamischen Tradition eine verloren gegangene Identität wiederfinden. Er warf dem Islam Intoleranz und totalitäre Strukturen vor. Auch zum Balkankonflikt schrieb er Fachbeiträge.

### Familie
Gregor Manousakis war mit Hannelore, geb. Stegemann (1936–2018) verheiratet. Ihr Sohn ist Michael Manousakis.

## Werke (Auswahl)
- Hellas, wohin? Das Verhältnis von Militär und Politik in Griechenland seit 1900. Verlag Wissenschaftliches Archiv, Godesberg, 1967.
- Hintergründe der antideutschen Welle im Ausland. Naumann, Würzburg, 1978.
- Zur geopolitischen Situation im Mittelmeer. Naumann, Würzburg, 1978.
- Die Rückkehr des Propheten – Der Wiederaufstieg des Islam. Vowinckel, Berg am See, 1979.
- Der Islam und die NATO – Bedrohung an der Südflanke. Bernard & Graefe, München, 1980.
- Wege zum Öl – das Krisengebiet Nahost als Faktor europäischer Sicherheit. Bernard & Graefe, Koblenz, 1984.
- Griechische Sicherheits- und Bedrohungsvorstellungen. Bundesinstitut für Ostwiss. und Internat. Studien, Köln, 1994.
- Irrationale Elemente deutscher Politik: von Bismarck bis Schröder. Tsoukatou, Athen, 2005.